# Methow River
Der Methow River (ˈmɛt.haʊ) ist ein Nebenfluss des Columbia River im nördlichen Teil des US-Bundesstaates Washington. Das 4727 km² große Einzugsgebiet entwässert den Osten der Nördlichen Kaskadenkette; etwa 5000 Menschen leben darin. Das Einzugsgebiet des Methow River ist durch relativ ursprüngliche Lebensräume gekennzeichnet; der größte Teil liegt innerhalb von National Forests oder Wildnisgebieten. Viele Zuflüsse entwässern die große Pasayten Wilderness. Die früher Landwirtschafts-basierte Wirtschaft macht einer auf Erholung und Tourismus beruhenden Platz.

## Geschichte
Der Fluss wurde nach den Methow, einem Indianerstamm (heute Teil der Confederated Tribes of the Colville Indian Reservation), benannt. Der Name stammt aus dem Okanagan (/mətxʷú/) und bedeutet „Sonnenblume(nsamen)“. Der Name der Ureinwohner war Buttlemuleemauch, was so viel wie „Fluss der Lachs-Fälle“ bedeutet. 1841 nannte die Wilkes Expedition den Fluss „Barrier River“. Laut Alexander Ross war der indigene Name Buttle-mule-emauch. 1811 traf David Thompson den am Fluss lebenden Stamm an und notierte ihren Namen als „Smeetheowe“. 1853 nannte George Gibbs den Fluss Methow oder Barrier.

## Verlauf und Einzugsgebiet
Der Methow River entspringt zusammen mit seinen Nebenflüssen Twisp River, Cedar Creek and Early Winters Creek in einem hohen Gebirgsstock, zu dem das Golden Horn, der Tower Mountain, der Cutthroat Peak, die Snagtooth Ridge, die Kangaroo Ridge, die Early Winter Spires und der Liberty Bell Mountain gehören. Mehrere Gebirgspässe sind mit dem Methow River und seinen Zuflüssen verbunden, so der Methow Pass und der Twisp Pass. Die Washington State Route 20 benutzt den Washington Pass und den Rainy Pass, die gleichfalls im Einzugsgebiet der Oberläufe dieser Flüsse liegen.
Der Pacific Crest Trail folgt dem höchstgelegenen Abschnitt des Methow River, bis der Fluss sich nach Osten wendet und in das Methow Valley nahe Mazama fließt. Entlang seines Weges sammelt er die Zuflüsse des Robinson Creek und des Lost River. Im Methow Valley, zwischen Mazama and Winthrop, vereinigt sich der Methow River mit dem Early Winters Creek, dem Cedar Creek, dem Goat Creek und dem Wolf Creek. Der Chewuch River fließt bei Winthrop zu; als einer der größeren Zuflüsse des Methow entwässern er sowie seine vielen Zuflüsse große Teile der Pasayten Wilderness im Norden. Einer der Quellflüsse des Chewuch, der Cathedral Creek, reicht fast bis nach British Columbia in Kanada.
Das Methow Valley setzt sich unterhalb von Winthrop bis nach Twisp fort, wo sich der Methow River mit einem weiteren bedeutenden Zufluss, dem Twisp River, vereinigt. Vom Westen kommend, entwässert der Twisp River sowohl die Berge südlich des Washington Pass als auch die Osthänge der Sawtooth Ridge, einem Haupt-Gebirgszug mit einigen der höchsten Gipfel in Washington wie dem Star Peak und dem Mt. Bigelow.
Fluabwärts von Twisp passiert der Methow River die Gemeinden Carlton und Methow und empfängt mehrere Zuflüsse, bevor er bei Pateros in den Columbia River mündet. Dieser Teil des Columbia ist der Rückstau des Wells Dam, ein als Lake Pateros bekannter See.
Der mittlere Abfluss an der Mündung beträgt 43,1 m³/s, das Maximum 770,22 m³/s und das Minimum 4,25 m³/s.

## Ökologie und Schutz
Seit 2007 hat das Methow Beaver Project über 240 „Problem“-Biber (Castor canadensis) an 51 geeignete Orte in verschiedenen Quellflüssen des Methow-Einzugsgebietes umgesiedelt. Die Ansiedlungsorte wurden mit Hilfe von Satellitenbildern und Computermodellen ausgewählt. Der Umsiedlungserfolg wurde dadurch optimiert, dass Biber-Paare gemeinsam in künstlich hergestellte Biberburgen verbracht wurden, die sie in den ausgewählten Gebieten halten sollten, so dass die Biber-Staue Regenwasser speichern, als Sedimentfalle dienen und durch Erosion entstandene Kanäle reparieren sollten; außerdem sollten sie als Kinderstube für Lachse und weitere Arten dienen und auch noch Brandgrenzen in der von Waldbränden bedrohten östlichen Kaskadenkette darstellen. Einer der mit einem RFID-Transponder versehenen Biber, der im oberen Methow Valley freigelassen wurde, schwamm zur Mündung des Methow River, dann den Okanogan River aufwärts bis fast zur kanadischen Grenze – eine Reise von fast 200 km. Das Methow Beaver Project ist ein Gemeinschaftsprojekt von U.S. Forest Service, dem Washington Department of Fish and Wildlife und der Methow Salmon Recovery Foundation. Biber waren im Einzugsgebiet des Methow River durch Pelztierjäger im frühen 20. Jahrhundert nahezu ausgerottet.